# Piggsvinsteatern
Piggsvinsteatern grundades av Jan Christmar 1985 och är Sveriges sydligaste teater och ligger i Trelleborg.

## Piggsvinsteaterns repertoar 1985-
- 2008 24 Röda Rosor (Regi: Håkan Carlsson)
- 2007 Är du inte riktigt fisk? (Regi: Ingvar Silow)
- 2006 Rännstensungar (Regi: Håkan Carlsson)
- 2004 Serenad på Lundbergsgatan(Regi: Ingvar Silow)
- 2003 Hello Dolly (Regi: Arne Strömgren)
- 2001 Spanska Flugan (Regi: Arne Strömgren)
- 2000 Två man om en änka (Regi: Pavel Drazdil)
- 1999 Styrman Karlssons flammor (Regi: Arne Strömgren)
- 1998 Min syster och jag (Regi: Arne Strömgren)
- 1997 Kyska Susanna (Regi: Arne Strömgren)
- 1996 Lilla Helgonet (Regi: Arne Strömgren)
- 1995 Vita Hästen (Regi: Rolf Hepp)